# Sena I
Sena I (Silamegha o Silameghavama II) fou rei d'Anuradhapura (Sri Lanka) del 846 al 866. Era germà d'Aggabodhi IX al que va succeir.
Només pujar al tron va fer matar el seu nebot Mahinda (fill d'Aggabodhi IX) que havia fugit a l'Índia amb idea de reclutar un exèrcit per reclamar el tron. Després va procedir a utilitzar la sea gran fortuna en guanyar el suport dels seus súbdits i dels monjos. Va fer grans regals als pobres i necessitats i va donar a monjos i bramans el millor de la seva taula.
El rei tenia tres germans més joves: Mahinda, Kassapa i Udaya. El primer fou nomenat sub-rei i els altres dos foren nomenats governadors provincials.
Durant el seu regnat el país fou envaït pel rei Pandya amb un exèrcit ben entrenat que aprofitant els conflictes interns en el si del govern del rei es va apoderar de la província del Nord; el rei va enviar forces sota el comandament de Mahinda que van xocar amb els Pandya a Mahape Uagama sent derrotats i els pandya van ocupar la capital Anuradhapura, que fou saquejada apoderant-se del tresor reial, la imatge daurada de Buda i tota cosa valuosa que van trobar als vihares; la capital va quedar dessolada. En la guerra van morir els prínceps Mahinda i Kassapa, el primer es va suïcidar per no caure presoner i el segon en una batalla a Polonnaruwa. Els desitjos de saqueig semblen haver estat el principal objecte dels projectes dels Pandya, perquè es registra que estava disposat a commutar una retenció permanent de l'illa per a un rescat adequat. El rei li va enviar missatgers amb dos elefants i totes les joies que s'havia pogut emportar en la fugida de la seva capital i el rei Pandya es va donar per satisfet i va deixar la ciutat en mans dels missatgers i es va retirar amb el seu exèrcit. Sena va tornar i va nomenar al seu fill Udaya com a sub-rei i li va assignar per al seu manteniment una part del sud de l'illa.
En aquest temps va morir Kittaggabodhi, el cap de Ruhunu, deixant quatre fills i tres filles. Però una germana de Kittaggabodhi va fer matar el fill gran (que es deia Mahinda) i va agafar l'administració del districte en les seves mans; els altres fills van buscar refugi a la cort de Sena I que els va acollir com a fills i quan el més gran dels que restaven, Kassapa, va arribar a l'edat, li va donar un exèrcit amb el que va derrotar a la seva tia i la va fer executar; després va assolir el govern del districte com a rei associant als seus dos germans (que es deien Sena i Udaya) com a sub-reis; de les germanes, la gran Sangha, fou nomenada reina i fou donada en matrimoni amb una gran dot a Sena, fill de Kassapa, que era un jove amb energia i habilitat administrativa i havia estat nomenat com a sub-rei a la mort del seu oncle Udaya; les altres dues germanes, Tissa i Kitti, foren donades en matrimoni (les dues) al seu nebot Mahinda, fill del sub-rei Sena.
El país es va recuperar ràpidament dels efectes de la invasió dels pandya. El rei Sena I i la reina Sangha es van poder dedicar durant els darrers anys de regnat, a embellir la capital. Un palau de diverses plantes fou construït al Jetavanaramaya i al seu interior s'hi va posar una imatge d'or de Buda; una enorme residència agregada a la pirivena (escola) del mateix monestir, que havia estat destruïda pel foc, fou restaurada. Un nou recipient per contenir la relíquia del cabell de Buda es va fabricar i es va celebrar un gran festival en el seu honor. Amb l'ajut del Tupa Wewa (construït sota Upatissa II) es van construir diversos tancs d'aigua a Polonnaruwa. També es va construir un hospital a l'oest d'aquesta ciutat. Sembla que la fraternitat més afavorida pel rei fou la de Pansukulika, per als que es va crear un gran vihara a Aritta-pabbata; aquesta fraternitat va rebre també una cuina a Polonnaruwa pel seu ús exclusiu.
Bhadda, comandant el cap de l'exèrcit, i els ministres Uttara i Vajira, seguint l'exemple del rei van construir escoles i monestirs agregats als majors temples de la capital Anuradhapura.
El rei Sena I va morir en el vintè any del seu regnat quan residia a Polonnaruwa. El va succeir el seu nebot Sena II (fill de Kassapa).